# Plainfield (New Jersey)
Plainfield – miasto  w hrabstwie Union w stanie New Jersey w Stanach Zjednoczonych.
W mieście rozwinął się przemysł maszynowy oraz elektrotechniczny.

## Historia
Plainfield oryginalnie był częścią miasta Elizabeth i miejscowości Westfield. 4 marca 1847 roku miejscowość staje się oficjalnie wioską, a 2 kwietnia 1869 nabywa praw miejskich. Wcześniej od 1684 osadę zamieszkiwali kwakrzy.
Miasto od początku było uważane za przedmieścia Nowego Jorku. Wraz z okolicznymi miejscowościami miasto stało się centrum przemysłu poligraficznego, chemicznego, odzieżowego, później elektronicznego i wytwórni części samochodowych. W części  Plainfield posiada zabudowę z XVIII wieku.
Jednym z budynków z tego okresu to „Friends’ meetinghouse” (dom spotkań przyjaciół) 1788 i wcześniejszy, „Martine house” 1717, jak również Nathaniel Drake House (ciemny dom Nathaniel’a) 1746. Z tego ostatniego generał George Washington's obserwował ruchy wojsk Angielskich po przeciwnej stronie rzeki Hudson.
W 1967 miasto było świadkiem rozruchów na tle rasowym. Bunt czarnych był związany z dużo większymi rozruchami w mieście Newark w tym samym czasie.